# Cantón San Lorenzo
San Lorenzo del Pailón es un cantón y puerto de la provincia de Esmeraldas, Ecuador. Está ubicado en la parte más septentrional del país siendo parte del mega sistema del Chocó. Su cabecera cantonal es la ciudad de San Lorenzo, región de gran biodiversidad y en la que conviven las culturas indígenas Awá, Chachi, Éperas y los afrodescendientes.

## Localización geográfica
El Cantón San Lorenzo está ubicado en la frontera norte de la Provincia de Esmeraldas, al norte limita con el departamento de Nariño en la República de Colombia, hacia el sur con el Cantón Eloy Alfaro, al este con la Provincia de Carchi e Imbabura y hacia el oeste con el Océano Pacífico.

## División política
El cantón San Lorenzo cubre un territorio aproximado de 305,310 ha y su división política está conformada por una parroquia urbana y doce parroquias rurales:

### Parroquia urbana
- San Lorenzo (cabecera cantonal)

### Parroquias rurales
- Ancón de Sardinas
- San Javier de Cachaví
- Tululbí
- Mataje
- Tambillo
- Calderón
- Santa Rita
- Urbina
- Alto Tambo
- 5 de Junio
- Concepción
- Carondelet

## Población
La población total del cantón San Lorenzo. Según el censo del año 2001 indica que el cantón tiene alrededor de 28,180 habitantes; siendo la población urbana 14.600 Hab. y 13.580 Hab. la población rural. Hoy en día san Lorenzo cuenta con aproximadamente 42.000 habitantes, lo que determina una significativa tasa de crecimiento; además, esta población se ve incrementada año a año por el proceso migratorio fronterizo. Indudablemente, en la actualidad, está demostrado un aumento demográfico y de igual manera, se calcula que un 35% de los pobladores actuales no son originarios del cantón.

## Historia
No podemos mencionar con exactitud quienes fueron sus primeros habitantes, sin embargo sabemos que eran de origen colombiano las cinco primeras familias que se asentaron en este suelo; dedicándose a actividades como la pesca, la caza y la agricultura e intercambiándose el excedente de productos.
Por aquellas épocas estas tierras fueron visitadas por los ilustres personajes como el Barón de Carondelet, el sabio Francisco José de Caldas quien hiciera un estudio de la flora existente y trazara un camino que comunique a los pueblos del norte de Esmeraldas con la Sierra, dándole a esta última una salida al mar.
De acuerdo a la ley de división territorial de 1861, Esmeraldas toma la categoría de provincia con un solo cantón y este con seis parroquias; Esta misma Ley incorpora a San Lorenzo a la provincia de Imbabura, satisfaciendo así la aspiración de esta de tener un puerto en la costa esmeraldeña. La administración de San Lorenzo fue difícil para Imbabura por falta de vías de comunicación, por lo que el Congreso Nacional lo devolvió a Esmeraldas.
Apenas iniciaba su vida como parroquia, por el año de 1869 fue entregado a la compañía inglesa Ecuador Land, beneficiaria de estas tierras por pago de la deuda inglesa lo que nos convirtió en colonos de nuestras tierras, privados de los derechos establecidos en nuestra Constitución. Eran los ingleses los únicos que tenían acceso a todas las actividades, al punto que llegaron a tener su propia moneda llamada Pailón, con la que realizaban sus transacciones comerciales; Situación que duró hasta el año de 1939, en que nuestras tierras fueron devueltas al Ecuador.
En 1941 la parroquia Eloy Alfaro es elevado a la categoría de cantón del cual formó parte la parroquia San Lorenzo.
Una de las grandes aspiraciones de nuestro pueblo fue la construcción del ferrocarril Ibarra – San Lorenzo, la cual se vio cristalizada el 26 de agosto de 1957 con la llegada de la primera locomotora. Un año más tarde se crea el puerto de San Lorenzo como Zona Franca para facilitar el intercambio comercial con Brasil. Tres años después San Lorenzo ya contaba con dos vías de comunicación, el ferrocarril y el servicio de cabotaje que permitieron la entrada de barcos de alto calado, originando así nuevas fuentes económicas mediante la exportación de tagua, caucho, madera rolliza, cáscara de mango, azúcar negra, entre otros productos.
Ante la necesidad de enrumbar nuestro desarrollo, con autonomía e independencia política un grupo de ciudadanos organizados en el Comité Procantonización reclama y gestiona ante el Gobierno Nacional la canonización de San Lorenzo, aspiración que se cristaliza el 22 de marzo de 1978 a través del decreto Supremo de Gobierno de esa época. Estableciéndolo con el nombre de San Lorenzo de Pailón, conformado por una parroquia urbana y doce rurales.
San Lorenzo, fue fundado por el Ilustre ecuatoriano Pedro Vicente Maldonado, gobernador de Esmeraldas por 1735 – 1739.